# Huibert Cornelis Johannes van Ginhoven
Huibert Cornelis Johannes van Ginhoven (Marken, 26 december 1896 – Hilversum 17 maart 1942), was een Nederlandse verzetsstrijder tijdens de Tweede Wereldoorlog, leraar en later gemeenteambtenaar.

## Levensloop
Huibert van Ginhoven werd geboren op het eiland Marken in een streng gereformeerd gezin, zijn vader was van beroep hoofd van de christelijke lagere school. Huibert wilde na, voortgezet onderwijs gevolgd te hebben net als zijn vader onderwijzer worden, daarom volgde hij de kweekschool. Daarna ging hij les geven, totdat hij zijn dienstplicht moest vervullen van 1915 tot 1918. Hierna keerde hij terug in het vak van lesgeven. In 1922 trad hij in het huwelijk met Carolina Cornelia Feij, waar hij uiteindelijk zes kinderen mee kreeg. Na het lesgeven koos hij echter toch voor een baan als boekhouder in Amsterdam. In 1932 ging hij in dienst bij de afdeling Sociale Zaken van de gemeente Amsterdam en was toen woonachtig in Castricum.

## Verzetswerk
Al in het begin van de Tweede Wereldoorlog kwam bij hem de weerzin op tegen de steeds strengere maatregelen die de Duitsers het Nederlandse volk en vooral de joden opgelegd werden. Vooral zijn gereformeerde achtergrond speelde daarbij een grote rol. De Gereformeerde kerk verwierp de totalitaire staat en de beginselen van de NSB werden onverenigbaar verklaard met de geloofsbelijdenis.
Hij begon het verzet te helpen met het regelen en vinden van onderduikadressen voor joden, later begon hij informatie te verzamelen die bruikbaar konden zijn voor de Nederlandse regering in ballingschap, in Londen.
Hij werd nadat hij op 8 mei 1941, bij het helpen van mensen die de oversteek naar Engeland moesten maken als Engelandvaarder, gearresteerd nadat hij per vrachtwagen van Amsterdam naar Haarlem reed. Daarbij werd de verzetsgroep waartoe hij behoorde van 18 mensen, overgebracht naar de gevangenis in Scheveningen.
De hele groep was door een list in de val gelopen en verraden doordat Stellbrink, die lid was van de Abwehr (een dienst die zich bezig hield met contraspionage), samen met nog 3 anderen, bekend onder de naam V-Männer (Nederlandse verraders), de opdracht hadden steeds dieper in te dringen in de illegale groepen waarmee zij in contact kwamen, om het Englandspiel te spelen.
Op 29 september werden alle 18 mannen van de groep Van Ginhoven van het Oranjehotel in Scheveningen overgebracht naar het Huis van Bewaring aan de Weteringschans in Amsterdam. Daar vond een proces vond plaats op 2, 3 en 4 oktober 1941 en kreeg Van Ginhoven te horen, dat hij de doodstraf kreeg wegens begunstiging van de vijand in combinatie met verraad van staatsgeheimen.
Op 17 maart 1942 werd Van Ginhoven overgebracht naar kamp Laren in het Gooi, waar hij gefusilleerd werd op de daarbij gelegen schietbaan op de Bussumerheide.
Zij as werd uiteindelijk overgebracht naar Duitsland waar hij begraven ligt op Nederlands Ereveld Osnabrück.
Zijn naam staat op de Erelijst van Gevallenen 1940-1945.

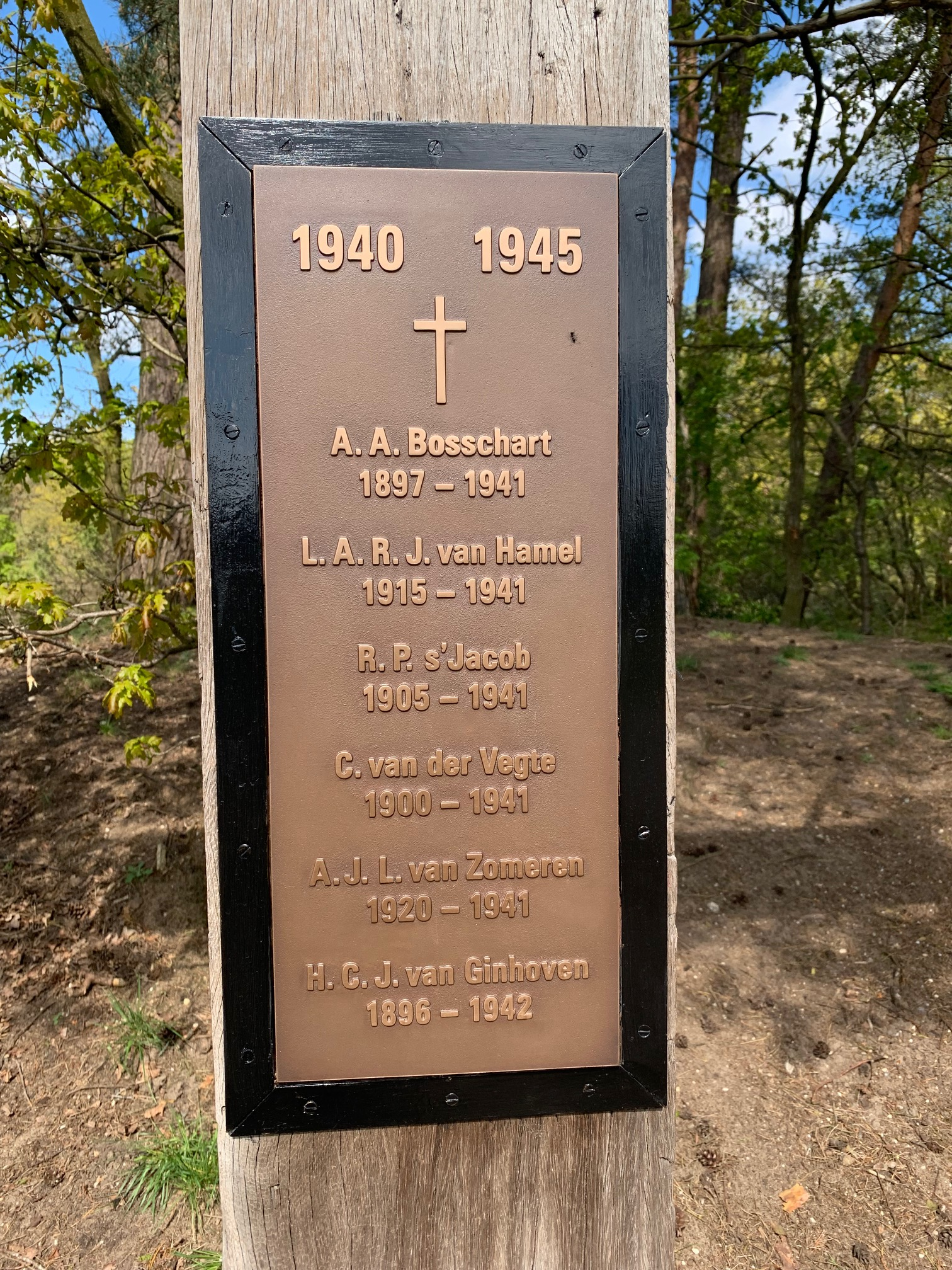
Gedenkplaat Bussumerheide

## Varia
- Zijn broer dominee ds. Jacob Dirk van Ginhoven werd in de oorlog ook opgepakt, en kwam terecht in het Scholtenhuis in Groningen. Die werd daar ondervraagd en gemarteld maar werd later uiteindelijk bevrijd uit het huis van bewaring in Rotterdam door een knokploeg en wist de oorlog te overleven.[6]
- Bij de gemeente Amsterdam is in 1946 een gedenkraam bij de Sociale dienst onthuld, met daarop onder andere zijn naam.
- In Castricum, de woonplaats waar hij leefde is een straat naar hem vernoemd.
- Op 4 mei 2023 werd ter ere van Huibert van Ginhoven een herdenking gehouden in het Nationaal Monument Oranjehotel in Scheveningen, waarbij symbolisch een cel geadopteerd werd door de stichting Huibert van Ginhoven[7]
- Op de plek waar de Duitsers meerdere verzetshelden omgebracht hebben is na de Tweede Wereldoorlog een herdenkingskruis opgericht, pas in 2024 is daarop zijn naam gekomen, de onthulling van de plaquette op het herdenkingskruis werd gedaan door zijn zoon Kees van Ginhoven.[8][9]